# Маркс (місто)
Маркс (до 1915 року Катериненштадт (нім. Katharinenstadt), також Баронськ, в 1915–1920 роках Єкатериноград, в 1920–1942 роках Марксштадт (нім. Marxstadt)) — місто (з 1918 року) в Росії, розташований на лівому березі Волги, за 60 км на північний схід від Саратова, адміністративний центр Марксовського муніципального району Саратовської області.
Населення — 31 874 осіб (2014).

## Історія
Заснований 27 серпня 1766 німецькими вільними колоністами, запрошеними бароном Фредеріком Борегард де Кано, вихідцем з Брабанта (територія сучасної Бельгії). Існує кілька версій, згідно з якими місто було засноване в період з 1764 по 1767 роки. Найбільша німецька колонія Саратовського Заволжя була названа на честь російської імператриці Катерини II — Катериненштадт (місцеві жителі — німецькі колоністи — називали своє поселення Katharinenstadt). З середини XIX століття до 1919 року село носило другу офіційну російськомовно адаптовану назву — Баронський, по титулу засновника Кано де Борегард.
Засновником колонії став військовий інженер Іван Райс, під керівництвом якого велося складання докладних карт місцевості, будівництво поселення, а також видавався необхідний сільськогосподарський інвентар.
В Єкатериненштадті була і невелика частка російського населення з нащадків поселених тут військових, покликаних захищати німецьких поселенців від кочівників. Єкатериненштадт був одним з небагатьох поселень поволзьких німців, у якому була православна церква.
Указом імператора Миколи II від 13 березня 1915 року Єкатериненштадт (Баронський) був перейменований на Єкатериноград.
Місто з 1918 року. З травня 1919 по 24 червня 1922 року місто було адміністративним центром автономної області німців Поволжя. У травні 1919 року з ініціативи більшовика Петра Чагіна місто було перейменовано на Марксштадт (на честь Карла Маркса).
16 травня 1942 року Указом Президії Верховної Ради РРФСР місто Марксштадт був перейменований на місто Маркс.
З 1942 року — центр Марксовського району Саратовської області.

## Промисловість
В місті діють два великих підприємства «ВДА» і «МОССАР», а також найстаріший в Росії пивоварний завод «Марксівський пивзавод» (з 1954 року), маслосироробний завод і завод з виробництва рослинної олії.

## Пам'ятки
Краєзнавчий музей з багатою експозицією з історії німців Поволжя, діючі Євангелістсько-лютеранська церква Святої Трійці, римо-католицька Церква Христа Царя, православна церква, мечеть, молитовний дім мормонів.
У 2007 році на кошти російських німців і німців, що живуть за кордоном, а також незначної частини місцевого міського населення та низки громадських організацій відновлений пам'ятник Катерині II.